# Логан (окръг, Арканзас)
Окръг Логан (на английски: Logan County) е окръг в щата Арканзас, Съединени американски щати. Площта му е 1896 km², а населението – 22 353 души (2010). Административни центрове са градовете Парис (северен район) и Бунвил (южен район).